# Horacio Alcalá
Horacio Gómez Alcalá (Guadalajara, México, 1978) es un director, guionista y realizador de cine mexicano. Horacio Alcalá es políglota, posee un cosmopolitismo forjado en historias de supervivencia,  de exploraciones urgentes y de reflexiones, que indagan en la experiencia de estar vivos. Ha vivido en Berlín, Estrasburgo, Montreal, Amberes, Belgrado, Edimburgo y actualmente en Madrid. Después de este recorrido por el mundo, hizo las maletas durante 7 años para desarrollarse en todas las capitales europeas con el mítico Cirque du Soleil (El Circo del Sol).

## Biografía
Licenciado en el Grado Superior en Estudios Cinematográficos por la Université Marc Bloch Strasbourg II, diplomado en Cine por la European University Center for Cinema and Human Rights y École Supérieure D’Art Dramatique de Estrasburgo. Comienza su carrera a los 8 años como actor y a los 14 se va de gira con la ópera La Bohéme. Sin embargo, lo que realmente le interesa es el trabajo detrás de cámaras.  
Trabajó durante 5 años en la cadena TELEVISA antes de mudarse a Europa. En 2006 rueda su primer cortometraje Le Fil como director en Francia mientras realiza estudios en la Escuela Superior de Arte Dramático en Estrasburgo. Ese mismo año, se integra en las filas de producción del Cirque du Soleil donde trabaja en varios espectáculos como Alegría, Quidam y Corteo donde trabaja mientras rueda A Ras del Cielo, documental que ha recorrido las pantallas internacionales. 
En 2013 Horacio se establece en Madrid trabajando como director en diferentes proyectos artísticos, enfocándose en las artes plásticas y la narrativa escénica. Ha realizado documentales como A nosotros tu Reino y Hasta el Alba con Joaquín de Luz para la Compañía Nacional de Danza. En 2021 estrena Finlandia su ópera prima de ficción sobre el tema del tercer género en Oaxaca y la apropiación cultural.
Actualmente[¿cuándo?] desarrolla proyectos documentales para la Unión Europea y Naciones Unidas a través de los proyectos de Cooperación Transfronteriza, TESIM, INTERREG e Interact, y desarrolla el documental Paso de Luz en colaboración con el Ballet Nacional de Cuba. Sus proyectos se inspiran en el movimiento literario y pictórico del realismo mágico, en donde la naturaleza, la cultura de distintos países y lo inusual juegan un papel importante. Busca y crea personajes que además de entretener puedan aportar algo al espectador ya sea una enseñanza o un valor. Le da importancia la narrativa a través de la estética. En su mirada y en su visión irreverente, comparecen la emoción, los exorcismos y la redención, del niño que fue, del hombre que quiso ser, de la hibridación, del mestizaje y de la fusión de género y de géneros en un mundo al borde del precipicio, que se sobrevive a sí mismo.

## Filmografía

### Largometrajes
- Sobre las olas (en producción)
- Finlandia (2021).
- Hasta el Alba (2021).[7]
- A nosotros tu reino (2019)[4]
- A ras de cielo (2013)[3]
- Manual de uso para una nave espacial (2007)[8]

### Series
- The Icarus (En desarrollo)
- Marbella Club (En desarrollo)

### Cortometrajes
- Abraza mis recuerdos (2011)[9]
- Sin noticias de Bosnia (2007)[10]
- Le Fil (2006)[11]

### Para Televisión Internacional
- Aquasonic (Francia - Alemania 2019)
- Tonspurren (Alemania, 2013)
- Balkans (Francia - Alemania, 2011)
- The listening (Cánada, 2021)

## Premios y Festivales
Horacio Alcalá ha participado en los siguientes Festivales de Cine:
- Festival de Málaga.
- Madrid Premier Week[12]
- Cinespaña, Touluse.[13]
- Festival Internacional de Cine de Guadalajara.[14]
- Raindance.[15]
- Festival Internacional de Cine de Montreal
- Torino Film Festival.[16]
- Festival Internacional de Cine de Salónica
- Festival Internacional de Cine de Estambul
- Palm Springs International Film Festival
- Festival de Cine de Morelia[17]
- Sao Paolo International Film Festival[18]
- Minneapolis Latino Film Festival[19]
- Los Angeles Film Festival[20]
- Mardi Gras Sydney Festival[21]
- American Documentary Film Festival[22]
- Festival Internacional de Cine de Seattle
- Lovers Italy.[23]
- Semana de Cine de Córdoba.[24]
- Connecticut Out Film.[25]
- Toulouse Des-Images-Aux-mots.
- Outshine Fort Lauderdade.[26]
- Festival Frameline San Francisco International LGBTQ Film Festival.[27]
- FICG Guadalajara.[28]
- Taiwan Queer Film Festival.[29]
- Queer Melbourne.[30]
- Transition Austria.[31]
- Rozefilmtage Netherlands.[32]
- CinéLatino Festival in Cahors Francia.[33]
- Australia Greelong Pride Film Festival.[34]
- Festival cinéma du monde de Sherbrooke.[35]
- Orlando Film Festival.[36]
- OUTFEST Los Ángeles.[37]
- ImageOut Rochester.[38]
- Frameline46: The San Francisco.[39]
- KASHISH Mumbai International Queer Film Festival.[40]
- REEL Q: Pitsburg.[41]
- Rainbow Reel Tokyo.[42]
- Queer Florence.[43]
- Hola México, LA US.[44]
- Chicago Reeling LGBTQ fest.[45]
- Tallgrass ff.[46]
- Queer fest Rostock.[47]
- Perlen queer Hannover.[48]
- Everybody is perfect.[49]
- Tampa bay US.[50]
- Queerstreifen.[51]
- TLV LGBT FF.[52]
- Cinemassi latino Helsinki.[53]
- CINE MOVILH Festival Chile.[54]
- Latino ff Warsaw.[55]
- Oslo Fusion FF.[56]
- B3 Frankfurt FF.[57]
- Zefestival à Nice et Seillans.[58]
- San Luis Film Festival.[59]